# Město Albrechtice (stacja kolejowa)
Město Albrechtice – stacja kolejowa w Mieście Albrechcice, w kraju morawsko-śląskim, w Czechach na adresie Nádražní 105/22. Znajduje się na wysokości 390 m n.p.m. i leży na linii kolejowej nr 292 oraz polskiej linii nr 333, która na odcinku Głuchołazy – Karniów – granica państwa Karniów-Pietrowice Głubczyckie biegnie równocześnie z linią 292.